# روي باول
روي باول (بالإنجليزية: Roy Powell)‏ هو عازف جاز وعازف بيانو بريطاني، ولد في 2 أكتوبر 1965 في Langham, Rutland ‏ في المملكة المتحدة.

## وصلات خارجية
- الموقع الرسمي
- روي باول على موقع ميوزك برينز (الإنجليزية)
- روي باول على موقع ديسكوغز (الإنجليزية)